# Berta Michailowna Reingbald

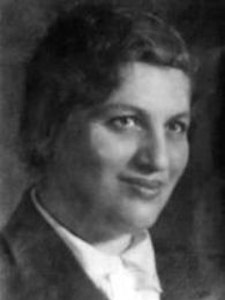
Berta Reingbald

Berta Michailowna Reingbald (russisch Берта Михайловна Рейнгбальд, * 21. Oktoberjul. / 2. November 1897greg. in Odessa; † 19. Oktober 1944 ebenda) war eine ukrainische und sowjetische Pianistin und die Lehrerin von Emil Gilels.

## Leben
Reingbald studierte am Konservatorium Odessa, wo sie später auch Professorin wurde. Außer am Konservatorium lehrte sie auch an der Stoljarski-Schule für musikalisch begabte Kinder. Zu Reingbalds Schülern gehörten außer Gilels zu verschiedenen Zeiten auch andere später berühmte Musiker. Darunter sind Berta Maranz, Oskar Borissowitsch Felzman, Tatjana Iossifowna Goldfarb und Meri Lebenson.
Im Zweiten Weltkrieg wurde Reingbald nach Taschkent evakuiert und unterrichtete am Leningrader Konservatorium, das ebenfalls dorthin evakuiert worden war. Nach dem Ende der Besetzung Odessas kehrte sie 1944 dorthin zurück, wo sie die Leitung der Stoljarski-Musikschule übernehmen sollte. Beim Versuch Ersatz für ihre frühere Wohnung und ihren Bechstein-Flügel zu bekommen, die inzwischen in fremde Hände gekommen waren, stieß sie jedoch auf bürokratische Hindernisse, die sie zermürbten, zumal sie durch eine vorherige Typhuserkrankung bereits gesundheitlich angeschlagen war. Schließlich beging sie Selbstmord, indem sie aus dem vierten Stock eines Hauses sprang.